# Dagmar Fæster Olsen
Dagmar Fæster Olsen født 16. juli 1994 en dansk atlet som er medlem af Allerød AM. 
Dagmar Fæster Olsen begyndte med atletik i Allerød AM som 8-årig. Hun deltog ved European Youth Olympic Trials 2010, der blev afviklet i Moskva. I det indledende heat på 1000 meter kvalificere hun sig til finalen med tiden 2,48,28. Det var den syvende bedste tid overhovedet. Det blev til en 10. plads i finalen i tiden 2,51,75. Trods sine kun 15 år løb sig til en sølvmedalje på 800 meter ved de danske seniormesterskaber 2010 i Odense. Hun førte frem til 100 meter før mål, hvor norske Alvilde Ossum gik forbi og sikrede sig sejren. Reglerne er sådan, at hvis en udlænding har haft bopæl i Danmark i mere end et halvt år, så kan man godt blive dansk mester, og det har Alvilde Ossum. Internationalt løber Alvilde Ossum for Norge, hvilket gjorde at Dagmar Fæster Olsen kunde debutere på landsholdet 2010 på Malta. 
Efter knebne nederlag ved både DM-inde og Store-DM 2010 lykkedes det for Fæster Olsen i et rent sololøb ved DM-inde 2011 på tiden 2,13,28, at sikre Allerød AM klubbens første senior DM-titel nogensinde.
Dagmar Fæster Olsen trænes af Jesper Borrisholt.
Dagmar Fæster Olsen er elev på Allerød Gymnasium, med støtte fra Team Danmark og tager studentereksamen på fire år mod normalt tre år. 

## Danske mesterskaber
- Guld 2011 800 meter-inde 2,13,28
- Sølv 2010 800 meter 2,12,56
- Sølv 2011 800 meter-inde

## Personlige rekorder
- 300 meter: 41,33 Lyngby Stadion 1. maj 2010
- 400 meter: 58,22 Lyngby Stadion 5. juni 2010
- 400 meter – inde: 59,92 Sparbank Arena i Skive 7. marts 2010
- 800 meter: 2,07,65 Slotsskogsvallen, 11. juni 2011
- 800 meter – inde: 2,14,55 Malmø, Sverige 31. januar 2010
- 1000 meter: 2,48,28 Moskva, Rusland 21.maj 2010